# La Chapelle-aux-Lys
La Chapelle-aux-Lys ist eine ehemalige französische Gemeinde mit 265 Einwohnern (Stand 1. Januar 2022) im Département Vendée in der Region Pays de la Loire. Sie gehörte zum Arrondissement Fontenay-le-Comte und zum Kanton La Châtaigneraie (bis 2015 Kanton Montaigu). Die Einwohner werden Cappellaulissiens und Cappellaulissiennes genannt.
Der Erlass vom 16. Dezember 2022 legte mit Wirkung zum 1. Januar 2023 die Eingliederung von La Chapelle-aux-Lys als Commune déléguée zusammen mit den früheren Gemeinden La Tardière und Breuil-Barret zur neuen Commune nouvelle Terval fest.

## Geographie
La Chapelle-aux-Lys liegt etwa 28 Kilometer südöstlich von Nantes am Vendée, der auch die nördliche Ortsgrenze bildet.
Umgeben wird La Chapelle-aux-Lys von den Nachbargemeinden und der Commune déléguée:
| Breuil-Barret (Commune déléguée) |                                             | Saint-Paul-en-Gâtine (Deux-Sèvres) |
| Loge-Fougereuse                  | Kompassrose, die auf Nachbargemeinden zeigt |                                    |
|                                  | Saint-Hilaire-de-Voust                      | Le Busseau (Deux-Sèvres)           |

## Bevölkerungsentwicklung
| La Chapelle-aux-Lys: Einwohnerzahlen von 1793 bis 2016                                                                     | La Chapelle-aux-Lys: Einwohnerzahlen von 1793 bis 2016 | La Chapelle-aux-Lys: Einwohnerzahlen von 1793 bis 2016 | La Chapelle-aux-Lys: Einwohnerzahlen von 1793 bis 2016 | La Chapelle-aux-Lys: Einwohnerzahlen von 1793 bis 2016 |
| --- | ------------------------------------------------------ | ------------------------------------------------------ | ------------------------------------------------------ | ------------------------------------------------------ |
| Jahr |                                                        |                                                        |                                                        | Einwohner                                              |
| 1793 | 1793                                                   |                                                        | 400                                                    | 400                                                    |
| 1800 | 1800                                                   |                                                        | 336                                                    | 336                                                    |
| 1806 | 1806                                                   |                                                        | 353                                                    | 353                                                    |
| 1821 | 1821                                                   |                                                        | 600                                                    | 600                                                    |
| 1831 | 1831                                                   |                                                        | 609                                                    | 609                                                    |
| 1836 | 1836                                                   |                                                        | 617                                                    | 617                                                    |
| 1841 | 1841                                                   |                                                        | 619                                                    | 619                                                    |
| 1846 | 1846                                                   |                                                        | 617                                                    | 617                                                    |
| 1851 | 1851                                                   |                                                        | 577                                                    | 577                                                    |
| 1856 | 1856                                                   |                                                        | 578                                                    | 578                                                    |
| 1861 | 1861                                                   |                                                        | 552                                                    | 552                                                    |
| 1866 | 1866                                                   |                                                        | 573                                                    | 573                                                    |
| 1872 | 1872                                                   |                                                        | 562                                                    | 562                                                    |
| 1876 | 1876                                                   |                                                        | 575                                                    | 575                                                    |
| 1881 | 1881                                                   |                                                        | 677                                                    | 677                                                    |
| 1886 | 1886                                                   |                                                        | 733                                                    | 733                                                    |
| 1891 | 1891                                                   |                                                        | 774                                                    | 774                                                    |
| 1896 | 1896                                                   |                                                        | 703                                                    | 703                                                    |
| 1901 | 1901                                                   |                                                        | 637                                                    | 637                                                    |
| 1906 | 1906                                                   |                                                        | 627                                                    | 627                                                    |
| 1911 | 1911                                                   |                                                        | 593                                                    | 593                                                    |
| 1921 | 1921                                                   |                                                        | 520                                                    | 520                                                    |
| 1926 | 1926                                                   |                                                        | 508                                                    | 508                                                    |
| 1931 | 1931                                                   |                                                        | 463                                                    | 463                                                    |
| 1936 | 1936                                                   |                                                        | 462                                                    | 462                                                    |
| 1946 | 1946                                                   |                                                        | 475                                                    | 475                                                    |
| 1954 | 1954                                                   |                                                        | 421                                                    | 421                                                    |
| 1962 | 1962                                                   |                                                        | 385                                                    | 385                                                    |
| 1968 | 1968                                                   |                                                        | 390                                                    | 390                                                    |
| 1975 | 1975                                                   |                                                        | 375                                                    | 375                                                    |
| 1982 | 1982                                                   |                                                        | 332                                                    | 332                                                    |
| 1990 | 1990                                                   |                                                        | 299                                                    | 299                                                    |
| 1999 | 1999                                                   |                                                        | 280                                                    | 280                                                    |
| 2006 | 2006                                                   |                                                        | 251                                                    | 251                                                    |
| 2011 | 2011                                                   |                                                        | 248                                                    | 248                                                    |
| 2016 | 2016                                                   |                                                        | 249                                                    | 249                                                    |
| Quelle(n): EHESS/Cassini bis 1999, INSEE ab 2006 Anmerkung(en): Ab 1962 offizielle Zahlen ohne Einwohner mit Zweitwohnsitz |                                                        |                                                        |                                                        |                                                        |

## Sehenswürdigkeiten
- Kirche Saint-Maurice
- Kapelle von Chantemerle
- Schloss von Le Lys
- Lehrbauernhof
- Waschhaus